# Союз МС-26
Союз МС-26 (№ 757) — российский транспортный пилотируемый космический корабль серии «Союз МС» семейства «Союз», запуск которого к Международной космической станции состоялся 11 сентября 2024 года с помощью ракеты-носителя «Союз-2.1а» со стартовой площадки № 31 космодрома Байконур. Во время полёта на МКС планируется доставить трёх участников космических экспедиций МКС-72.

## Экипаж
| Космонавт          | Должность                 | № полёта        | Организация     |
| Основной экипаж    | Основной экипаж           | Основной экипаж | Основной экипаж |
| ------------------ | ------------------------- | --------------- | --------------- |
| Алексей Овчинин    | Командир ТПК «Союз МС»    | 3               | Роскосмос       |
| Иван Вагнер        | Бортинженер ТПК «Союз МС» | 2               | Роскосмос       |
| Доналд Петтит      | Бортинженер ТПК «Союз МС» | 4               | НАСА            |
| Дублирующий экипаж |                           |                 |                 |
| Сергей Рыжиков     | Командир ТПК «Союз МС»    | 3               | Роскосмос       |
| Алексей Зубрицкий  | Бортинженер ТПК «Союз МС» | 1               | Роскосмос       |
| Джонатан Ким       | Бортинженер ТПК «Союз МС» | 1               | НАСА            |

### История формирования экипажа
20 января 2022 года Межведомственная комиссия по отбору космонавтов утвердила основной и дублирующий экипаж экспедиции МКС-71 со стартом на корабле «Союз МС-25». В основной экипаж вошли космонавты Алексей Овчинин (командир), Сергей Микаев и Александр Гребёнкин. В дублирующий экипаж были назначены Сергей Рыжиков (командир), Алексей Зубрицкий и Александр Горбунов. В связи с принятием 29 мая 2023 года решения об организации экспедиции посещения МКС ЭП-21 с участием представителя Республики Беларусь, экипаж Алексея Овчинина стал экипажем 72-й основной экспедиции (МКС-72), со стартом на корабле «Союз МС-26» осенью 2024 года.
4 августа 2023 года НАСА официально объявило о включении в состав экипажа миссии SpaceX Crew-8, полёт которого запланирован в начале 2024 года, российского космонавта Александра Гребёнкина.
Летом 2023 года произошли изменения в составах основного и дублирующего планируемых экипажей экспедиции МКС-72. Подготовку к полёту проходят космонавты в составе основного экипажа — Алексей Овчинин (командир), Иван Вагнер и Александр Горбунов, дублирующего экипажа — Сергей Рыжиков (командир), Алексей Зубрицкий и Кирилл Песков.
31 января 2024 года НАСА официально объявило о включении в рамках перекрёстных полётов Роскосмоса и НАСА космонавта Александра Горбунова в состав экипажа миссии SpaceX Crew-9, полёт которого запланирован не ранее августа 2024 года. В состав экипажа ТПК «Союз МС-26» включён американский астронавт Доналд Петтит. 27 марта 2024 года НАСА официально подтвердило включение астронавта Доналда Петтита в экипаж 71/72 экспедиции на МКС со стартом на корабле «Союз МС-26» осенью 2024 года. В июне 2024 года появилась информация о том, что в составе дублирующего экипажа проходит подготовку Алексей Зубрицкий.
В марте 2024 года появилась информация о подготовке в ЦПК имени Ю. А. Гагарина астронавта НАСА Джонатана Ким, его назначении в дублирующий экипаж корабля «Союз МС-26» и в основной экипаж экспедиции МКС-73, старт которой на корабле «Союз МС-27» запланирован на весну 2025 года. Космонавт Кирилл Песков продолжал подготовку в составе дублирующего экипажа «Союз МС-26», а в августе 2024 года был включён НАСА в состав экипажа корабля Crew Dragon (миссия SpaceX Crew-10), запуск которого планируется в феврале 2025 года.

## Подготовка корабля и ракеты-носителя к запуску
18 декабря 2022 года ТПК «Союз МС-26», после завершения заводских контрольных испытаний в РКК «Энергия», отправлен из города Королёв на космодром Байконур. 25 декабря корабль был доставлен на технический комплекс космодрома Байконур для проведения штатной подготовки к запуску на Международную космическую станцию.
5 июля 2024 года проведена механическая сборка «пакета» ракеты-носителя, в состав которого входят первая и вторая ступени ракеты, а это пять блоков: центральный и четыре боковых. В конце июля в монтажно-испытательном корпусе 254-й площадки космодрома Байконур прошли испытания корабля «Союз МС-26» в безэховой камере. С 5 по 12 августа корабль «Союз МС-26» прошёл испытания на герметичность в вакуумной камере. 28 августа специалисты ракетно-космической отрасли приступили к заправке корабля. 1 сентября корабль состыковали с переходным отсеком. 6 сентября проведена общая сборка ракеты космического назначения «Союз-2.1а» с пилотируемым кораблём «Союз МС-26». На ракету-носитель нанесены изображения, посвящённые 130-летию Ракетно-космического центра «Прогресс» и 650-летию города Киров.
8 сентября ракета космического назначения «Союз-2.1а» с пилотируемым кораблём «Союз МС-26» была транспортирована на стартовый комплекс 31-й площадки космодрома Байконур и установлена в вертикальное положение. Сотрудники предприятий Госкорпорации «Роскосмос» продолжили её подготовку к пуску.

## Полёт
11 сентября 2024 года в 19:23:12,436 по московскому времени с 31-й площадки космодрома Байконур произведён пуск ракеты-носителя «Союз-2.1а» с пилотируемым кораблём «Союз МС-26». На борту корабля стартовал экипаж 72-й длительной экспедиции на МКС — космонавты Роскосмоса Алексей Овчинин и Иван Вагнер, астронавт NASA Дональд Петтит. Выведение «Союза МС-26» на заданную орбиту, его отделение от третьей ступени ракеты, раскрытие антенн и панелей солнечных батарей корабля прошли в штатном режиме.
11 сентября 2024 года в 19:32 UTC (22:32 мск) ТПК «Союз МС-26» в автоматическом режиме пристыковался к малому исследовательскому модулю «Рассвет» российского сегмента МКС. 12 сентября экипаж перешёл на борт МКС. «Союз МС-26» также доставил на станцию около 130 кг грузов, в том числе аппаратуру для проведения научных экспериментов, личные вещи космонавтов, фото- и видеоаппаратуру.
19 декабря 2024 года космонавты Алексей Овчинин и Иван Вагнер выполнили выход в открытый космос для установки и снятия научной аппаратуры на внешней поверхности модулей российского сегмента. Они смонтировали на служебном модуле «Звезда» и подключили рентгеновский спектрометр СПИН-X1-МВН, затем на малом исследовательском модуле «Поиск» демонтировали два устройства экспонирования в интересах эксперимента «Тест» и две панели в рамках эксперимента «Выносливость», сняли научную аппаратуру «Индикатор-МКС» эксперимента «Контроль» и выполнили другие работы. В конце выхода космонавт Алексей Овчинин разместился на переносном рабочем месте на манипуляторе ERA, которым управлял космонавт Роскосмоса Александр Горбунов, и отправил в космос укладку с демонтированным старым оборудованием. Укладка со временем сойдёт с орбиты и сгорит в земной атмосфере. Продолжительность выхода составила 7 часов 17 минут 47 секунд.